# Raffaele Maiello
Raffaele Maiello (Acerra, 10 juli 1991) is een Italiaans voetballer die bij voorkeur als middenvelder speelt. Hij tekende in 2022 bij AS Bari.

## Clubcarrière
Maiello debuteerde in de Serie A op 16 mei 2010 tegen UC Sampdoria. Hij viel na 86 minuten in voor Luca Cigarini. In juli 2011 werd hij voor twee jaar uitgeleend aan Crotone, dat op dat moment in de Serie B speelde. In zijn eerste seizoen speelde hij 26 competitiewedstrijden. Vervolgens verhuurde Napoli Maiello aan Empoli en Frosinone. In 2017 nam Frosinone hem definitief over. Na vijf seizoenen bij Frosinone trok hij naar AS Bari.